# Klemens von Boos-Waldeck
Klemens Wenzeslaus Graf von Boos-Waldeck (* 26. August 1797 in Koblenz; † 7. März 1865 Burg Bornheim bei Bonn) war ein preußischer Landrat des Landkreises Koblenz von 1830 bis 1857.

## Leben und Herkunft
Klemens von Boos-Waldeck war ein Sohn des Standesherrn Clemens Graf Boos zu Waldeck und Montfort (1773–1842) und dessen Ehefrau Johanna, geb. Freiin von Bibra (* 21. Juni 1774 in Fulda; † 24. Mai 1856). Nach dem Lyzeum in Bonn besuchte er bis 1814 die Militärschule in La Fleche. Noch 1814 trat er in die rheinische Landwehr ein und 1815 diente er als Einjährig-Freiwilliger (EF). Er war 1814 Capitain der freiwilligen Jäger beim Landsturm in Koblenz und 1815 Gemeiner beim königlich preußischen 2. schlesischen Husarenregiment, mit dem er an der Schlacht von Waterloo teilnahm. Seine aktive Zeit endete 1819 und seine Verabschiedung als Leutnant erfolgte im Jahr 1821. Er blieb aber weiter Offizier der Landwehr und wurde dort 1837 Rittmeister und schied 1842 als Major aus der Landwehr aus. Ab 1821 absolvierte er ein Studium in Bonn und übernahm die Bewirtschaftung des Gutes Sayn. 1826 wurde er königlich preußischer Kammerherr, 1851 diensttuender Kammerherr der Prinzessin Auguste von Preußen und 1857 Schlosshauptmann in Koblenz. 1861 wurde er Oberhofmeister der Königin Auguste. Am 16. September 1830 wurde er per Allerhöchster Kabinettsorder (AKO) zum Landrat des Landkreises Koblenz ernannt, die Amtsübernahme erfolgte am 1. November 1830. Nach mehr als 26 Jahren schied er zum 1. April 1857 mit Pension und Dimissoriale vom 2. März 1857 aus dem Dienst aus. 1861 wurde er Oberhofmeister bei Königin Augusta.
1833 sowie von 1841 bis 1845 war er Abgeordneter im Provinziallandtag der Rheinprovinz für den Stand der Ritterschaft der Regierungsbezirke Koblenz/Trier/Köln. 1847 war er Mitglied des Ersten Vereinigten Landtages.

## Familie
Klemens von Boos-Waldeck heiratete am 20. Januar 1827 in Frankfurt am Main Henriette Freiin von Wessenberg-Ampringen (* 20. Dezember 1807 in Frankfurt am Main; † 7. April 1856 in Koblenz), Tochter des K. k. Kämmerers, Geheimen Rats und Staatsministers Johann Philipp Freiherr von Wessenberg-Ampringen und dessen Ehefrau Marie, geb. Mühlens. Ein Bruder von ihm war Joseph von Boos zu Waldeck. Sein Onkel war der Komponist und Mäzen Victor Graf von Boos zu Waldeck und Montfort (1840–1916).

## Auszeichnungen
- Roter Adlerorden 1. Klasse mit Eichenlaub
- Kronen-Orden 2. Klasse mit Stern
- kaiserlich russischer St. Annen-Orden 1. Klasse
- königlich bayerischer Michael-Orden (Großkreuz)
- königlich belgischer Leopoldsorden (Großkreuz)
- portugiesischer Orden des heiligen Jakob vom Schwert (Großkreuz)
- Großherzoglich sächsischer Hausorden vom Weißen Falken (Großkreuz)
- königlich württembergischer Kronenorden (Großkreuz)
- niederländischer Kronenorden (Großkreuz)
- großherzoglich badischer Orden vom Zähringer Löwen (Großkreuz) 1. Klasse mit Stern
- Landwehrdienstauszeichnung
- Prädikat Exzellenz (11. Oktober 1861)